# Воровского (Казань)
Воровского, посёлок Воровского  (тат. Воровски бистәсе, Vorofski bistäse) — посёлок на территории Ново-Савиновского района Казани.

## Расположение
Посёлок расположен в северо-восточной  части нынешнего Ново-Савиновского района, в районе современных кварталов №№ 4, 5, 21, 22 этого района.

## Административная принадлежность
До революции входил в состав Каймарской волости Казанского уезда Казанской губернии; после образования ТАССР – в той же волости Арского кантона Татарской АССР. После укрупнения волостей в ТАССР в 1924 году в составе Воскресенской волости (Караваевский сельсовет). После создания Казанского района в 1927 году – в его составе. С момента вхождения в состав Казани административно относился к Ленинскому (до 1994 года) и Ново-Савиновскому (с 1994 года) районам Казани.

## История
Сельскохозяйственная ферма Казанского губернского земства существовала ещё в начале XX века. В раннесоветский период (1920-е годы) упоминалась как ферма № 1, племхоз им. Ямашева, ферма за Ивановской стройкой, ферма № 2; при ферме имелся садово-огородный техникум, располагавшийся в здании бывшей церковно-учительской школы. По состоянию на 1926 год, в посёлке при ферме проживало 112 человек (36 татар и 76 русских); грамотными являлись свыше половины населения (57 человек).
Территория фермы была включена в состав города не позднее середины 1930-х годов, а сам посёлок при ферме переименован в посёлок Воровского. К концу 1930-х годов посёлок состоял из нескольких жилых бараков, бани, изолятора, кипятилки, и 2 будок с населением в 764 человека, все жилые бараки принадлежали заводу № 124; также недалеко на территории бывшей фермы находился посёлок торфоразаработок, в трёх бараках и трёх землянках которого проживали 39 человек.
К началу 1950-х годов к старым баракам посёлка добавились новые, принадлежавшие управлению инженерной защиты (будущий трест «Гидроспецстрой»), а в середине 1950-х годов этой же организацией были выстроены многоквартирные дома (малоэтажные сталинки); в советское время в части этих домов находились различные подразделения трест (в частности, в доме № 7 находился жилищно-коммунальный отдел треста). Большая часть бараков была снесена в конце 1950-х – начале 1960-х годов при застройке кварталов №№ 5, 21, 33 Ленинского района, некоторые из них были снесены в конце 1960-х – начале 1970-х годов.
В настоящее время от посёлка остались три малоэтажных дома, все имеющие адресацию одновременно по двум улицам: посёлок Воровского и Восстания.

## Транспорт
Общественный транспорт начал ходить в посёлок не позднее конца 1950-х годов: маршрут № 6 соединял посёлок с заводом ЖБИ; вскоре его сменил маршрут № 8, соединявший его с посёлком Левченко.